# الجهاد في الإسلام كيف نفهمه وكيف نمارسه (كتاب)
كتاب الجهاد في الإسلام كيف نفهمه وكيف نمارسه، كتاب من تأليف محمد سعيد رمضان البوطي، تناول فيه موضوع الجهاد في الإسلام. وتسبب ظهور هذا الكتاب عام 1993 في إعادة الجدل القائم بينه وبين بعض التيارات الإسلامية، خصوصاً الإخوان المسلمين.